# Moblog
Een moblog was een website of album waarop een gebruiker video's en/of foto's plaatst, dikwijls gepaard gaande met begeleidende tekst en titel, welke gemaakt is met een mobiele telefoon. Deze foto's werden direct op de website geplaatst door deze per mobiele telefoon te verzenden via MMS of e-mail. Bij beide werd gebruikgemaakt van het GPRS- of UMTS-netwerk van een telecomprovider.
Een moblog was een speciaal type weblog, in die zin dat deze bestond uit een omgekeerd chronologische rangschikking van gepubliceerde berichten, met op de voorpagina de meest recente artikelen en oudere berichten in een archief. Een moblog onderscheidde zich van een blog doordat moblogartikelen altijd foto's bevatten die per gsm zijn gemaakt en gepubliceerd. Vanwege de alomtegenwoordigheid van smartphones zijn moblogs uitgestorven: alle blogs kunnen tegenwoordig mobiel bewerkt en gelezen worden. 